# Scribes
Scribes – adresowany dla programistów edytor tekstu dla środowiska GNOME napisany w języku Python. Interfejs użytkownika jest uproszczony, bez paska menu. Dostępny pasek narzędziowy z ikonami typowych poleceń oraz menu kontekstowe. Edycja wielu plików w oparciu o interfejs wielu okien z menedżerem okien.
Inne cechy: kolorowanie składni, sprawdzanie poprawności ortograficznej w trakcie pisania, automatyczne parowanie nawiasów, autouzupełnianie tekstu, zakładki, tworzenie własnych szablonów i wstawek kodu.
Edytor udostępniany jest na licencji GPL.